# Pierwszy gabinet Malcolma Frasera
Pierwszy gabinet Malcolma Frasera – pięćdziesiąty pierwszy gabinet federalny Australii, urzędujący od 11 listopada do 22 grudnia 1975 roku. Był gabinetem koalicyjnym Liberalnej Partii Australii (LPA) i Narodowej Partii Wiejskiej (NCP). Był również drugim w dziejach Australii gabinetem federalnym z udziałem kobiety (po czwartym gabinecie Menziesa, gdzie zasiadała Enid Lyons).

## Okoliczności powstania i dymisji
Powstanie gabinetu było efektem nieformalnego porozumienia politycznego, jakie w listopadzie 1975, w czasie apogeum kryzysu konstytucyjnego, zawarli gubernator generalny John Kerr oraz dotychczasowy lider opozycji Malcolm Fraser. W ramach tej umowy Kerr odwołał trzeci gabinet Gougha Whitlama, pomimo że dysponował on większości w Izbie Reprezentantów, następnie powierzył misję utworzenia tymczasowego gabinetu Fraserowi, a chwilę później, za kontrasygnatą nowego szefa rządu, rozwiązał parlament i zarządził przedterminowe wybory. Zarazem Fraser zobowiązał się, że do czasu wyborów nie będzie wprowadzał żadnych istotnych zmian w polityce państwa, ograniczy się jedynie do bieżącego administrowania, a do ewentualnych reform przystąpi, gdy jego mandat uzyska demokratyczne potwierdzenie. Wybory miały one miejsce 13 grudnia 1975, zaś rządząca koalicja odniosła w nich zdecydowane zwycięstwo, dzięki czemu Fraser mógł sformować swój drugi gabinet. 

## Skład
| stanowisko                                     | osoba              | partia | od                | do              |
| ---------------------------------------------- | ------------------ | ------ | ----------------- | --------------- |
| premier                                        | Malcolm Fraser     | LPA    | 11 listopada 1975 | 22 grudnia 1975 |
| wicepremier                                    | Doug Anthony       | NCP    | 12 listopada 1975 | 22 grudnia 1975 |
| minister handlu zagranicznego                  | Doug Anthony       | NCP    | 12 listopada 1975 | 22 grudnia 1975 |
| minister skarbu                                | Phillip Lynch      | LPA    | 12 listopada 1975 | 22 grudnia 1975 |
| minister rolnictwa                             | Ian Sinclair       | NCP    | 12 listopada 1975 | 22 grudnia 1975 |
| minister ds. północnej Australii               | Ian Sinclair       | NCP    | 12 listopada 1975 | 22 grudnia 1975 |
| specjalny minister stanu                       | Reg Withers        | LPA    | 12 listopada 1975 | 22 grudnia 1975 |
| minister ds. terytorium stołecznego            | Reg Withers        | LPA    | 12 listopada 1975 | 22 grudnia 1975 |
| minister ds. mediów                            | Reg Withers        | LPA    | 12 listopada 1975 | 22 grudnia 1975 |
| minister turystyki i rekreacji                 | Reg Withers        | LPA    | 12 listopada 1975 | 22 grudnia 1975 |
| wiceprzewodniczący Federalnej Rady Wykonawczej | Reg Withers        | LPA    | 12 listopada 1975 | 22 grudnia 1975 |
| prokurator generalny                           | Ivor Greenwood     | LPA    | 12 listopada 1975 | 22 grudnia 1975 |
| minister policji i ceł                         | Ivor Greenwood     | LPA    | 12 listopada 1975 | 22 grudnia 1975 |
| minister nauki i spraw konsumenckich           | Bob Cotton         | LPA    | 12 listopada 1975 | 22 grudnia 1975 |
| minister przemysłu wytwórczego                 | Bob Cotton         | LPA    | 12 listopada 1975 | 22 grudnia 1975 |
| minister poczty                                | Peter Nixon        | NCP    | 12 listopada 1975 | 22 grudnia 1975 |
| minister transportu                            | Peter Nixon        | NCP    | 12 listopada 1975 | 22 grudnia 1975 |
| minister środowiska                            | Andrew Peacock     | LPA    | 12 listopada 1975 | 22 grudnia 1975 |
| minister spraw zagranicznych                   | Andrew Peacock     | LPA    | 12 listopada 1975 | 22 grudnia 1975 |
| minister zabezpieczenia społecznego            | Don Chipp          | LPA    | 12 listopada 1975 | 22 grudnia 1975 |
| minister repatriacji i odszkodowań             | Don Chipp          | LPA    | 12 listopada 1975 | 22 grudnia 1975 |
| minister zdrowia                               | Don Chipp          | LPA    | 12 listopada 1975 | 22 grudnia 1975 |
| minister obrony                                | James Killen       | LPA    | 12 listopada 1975 | 22 grudnia 1975 |
| minister służb administracyjnych               | Tom Drake-Brockman | NCP    | 12 listopada 1975 | 22 grudnia 1975 |
| minister ds. aborygeńskich                     | Tom Drake-Brockman | NCP    | 12 listopada 1975 | 22 grudnia 1975 |
| minister mieszkalnictwa i budownictwa          | John Carrick       | LPA    | 12 listopada 1975 | 22 grudnia 1975 |
| minister rozwoju miejskiego i regionalnego     | John Carrick       | LPA    | 12 listopada 1975 | 22 grudnia 1975 |
| minister pracy i imigracji                     | Tony Street        | LPA    | 12 listopada 1975 | 22 grudnia 1975 |
| minister edukacji                              | Margaret Guilfoyle | LPA    | 12 listopada 1975 | 22 grudnia 1975 |